# Sultan Ali Keschtmand
Sultan Ali Keschtmand (auch Kischtmand; * 22. Mai 1935 bei Kabul) ist ein ehemaliger afghanischer Politiker. Er diente zweimal als Ministerpräsident: von 1981 bis 1988 und von 1989 bis 1990 in der sowjetisch unterstützten Demokratische Republik Afghanistan (1978–1992).
Keschtmand ist Angehöriger der Volksgruppe der Hazara. Er studierte Wirtschaftswissenschaften an der Universität Kabul. Nachdem er Mitglied der sozialistischen Demokratischen Volkspartei Afghanistans wurde, schloss er sich der gemäßigten Partschami-Fraktion innerhalb der DVPA an, die unter Führung von Babrak Karmal stand. Unmittelbar nach dem Staatsstreich am 27. April 1978 wurde die DVPA unter der Führung von Nur Muhammad Taraki zur Regierungspartei. Karmal wurde stellvertretender Premierminister, Keschtmand Minister für Planung. Doch schon im August 1978 verlor er seinen Posten wieder, als die radikale Chalq-Fraktion innerhalb der DVPA unter Taraki absoluten politischen Einfluss gewann. Keschtmand wurde verhaftet und der Verschwörung gegen Ministerpräsident Taraki beschuldigt. Er blieb in Haft, wurde zum Tode verurteilt und zu 15 Jahren Gefängnis begnadigt. In der Haft erfuhren er und einige seiner Parteigenossen Folterungen.
Am 25. Dezember 1979 marschierten sowjetische Truppen in Afghanistan ein, Babrak Karmal wurde von Moskau zum Präsidenten ernannt, und Keschtmand kam aus der Haft frei. Er kehrte zurück ins Politbüro der DVPA und folgte 1980 dem abgesetzten Asadullah Sarwari im Amt des Ministerpräsidenten (1981–1988 und 1989–1990). Danach wurde er Vizepräsident von 1990 bis 1991. Kurz vor dem Sturz des sozialistischen Regimes wurde er entlassen. Er verließ Afghanistan zuerst Richtung Russland, dann nach Großbritannien. Seither tritt er für die Rechte der Hazaras gegenüber der Bevölkerungsmehrheit der Paschtunen ein. Er veröffentlichte außerdem ein Buch mit dem Titel Yaad daaschthaaye Syaasi wa Rooyidaadhaaye Taarichi (Politische Anmerkungen und historische Ereignisse), eine Darstellung der Ära von 1979 bis 1991 mit autobiografischen Elementen.
| Personendaten    | Personendaten          |
| ---------------- | ---------------------- |
| NAME             | Keschtmand, Sultan Ali |
| ALTERNATIVNAMEN  | Kischtmand, Sultan Ali |
| KURZBESCHREIBUNG | afghanischer Politiker |
| GEBURTSDATUM     | 22. Mai 1935           |
| GEBURTSORT       | bei Kabul              |